# Bols

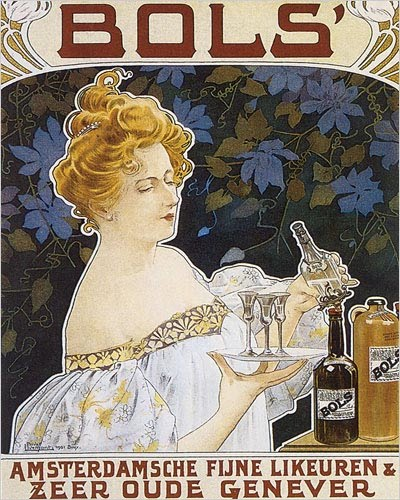
Плакат авторства Анрі Антуана Лівемона (1901)

Bols — назва бренду, використана Лукасом Болсом, нідерландським виробником спиртних напоїв. Лінія товарів бренду на сьогодні містить горілчані вироби, лікери, джин та женевер. Bols діє з 1575 року та стверджує, що ж найстарішим ґуральним брендом у світі. Продукція бренду доступна у 110 країнах, в тому числі і в Україні, а лінія лікерів досягла 30 смаків. Внаслідок ранньої реорганізації, у східній Європі бренд Bols перебуває у власності компанії CEDC (Central European Distribution Corporation).
У стрічці Рей персонаж Рей Чарльз п'є напій цієї марки.